# Abadía de Furness
La Abadía de Furness, Furness Abbey, o Santa María de Furness es un antiguo monasterio  situado en las afueras de la ciudad inglesa de Barrow, Cumbria. Se construyó en 1123 y llegó a ser el segundo monasterio cisterciense más rico y poderoso en el país, solo por detrás de la abadía de Fountains, en Yorkshire del Norte.

## Historia

### Apogeo
Fundada en 1123 por Esteban, conde de Blois, fue construida originalmente para la Orden de Savigny. Situada en el Valle de la belladona entre Dalton y Barrow, la abadía está construida enteramente de piedra arenisca local. Pasó en 1147 a los cistercienses, que poco a poco fueron  ampliándola y reconstruyéndola para conseguir la iglesia adornada original. La mayoría de las ruinas actuales datan de los siglos XII y XIII. En el siglo XV había sido completamente remodelada convirtiéndose así como una de las más grandes abadías cistercienses en Inglaterra, detrás de  Abadía de Fountains.
Los monjes de la abadía fueron los grandes terratenientes, y el cuerpo más poderoso de lo que entonces era un territorio fronterizo a distancia. En particular, fueron muy influyentes en la Isla de Man. Uno de los reyes de Mann y de las islas está enterrado en la abadía, al igual que muchos de los Obispos de Sodor. Al estar cerca de 70 millas de la frontera con Escocia, los monjes de vez en cuando se encontraban con los escoceses regularmente en conflicto con los ingleses. Cuando Roberto I de Escocia invadió Inglaterra, éste se hizo con el control de la abadía.
La abadía fue separada del Estado y destruida en 1537 durante la Reforma Inglesa bajo las órdenes de Enrique VIII.

### Pos-destrucción
Ahora está en ruinas y es una atracción turística popular, situada en el Camino cisterciense (un antiguo paseo muy popular entre los turistas, que unía la Abadía con la cercana ciudad de Dalton). William Wordsworth la visitó en varias ocasiones y se refirió a ella en 1805 su famoso poema autobiográfico El Preludio, mientras que Turner hizo numerosos grabados de la Abadía. Otros turistas notables incluyen la familia de Theodore Roosevelt. Fue la primera visita sin guía en su gira europea. Un joven Teddy Roosevelt y sus hermanos jugaban en las ruinas, que, en 1869, no estaban acordonadas o restringidas. En el momento obras de restauración se están llevando a cabo.

## Galería

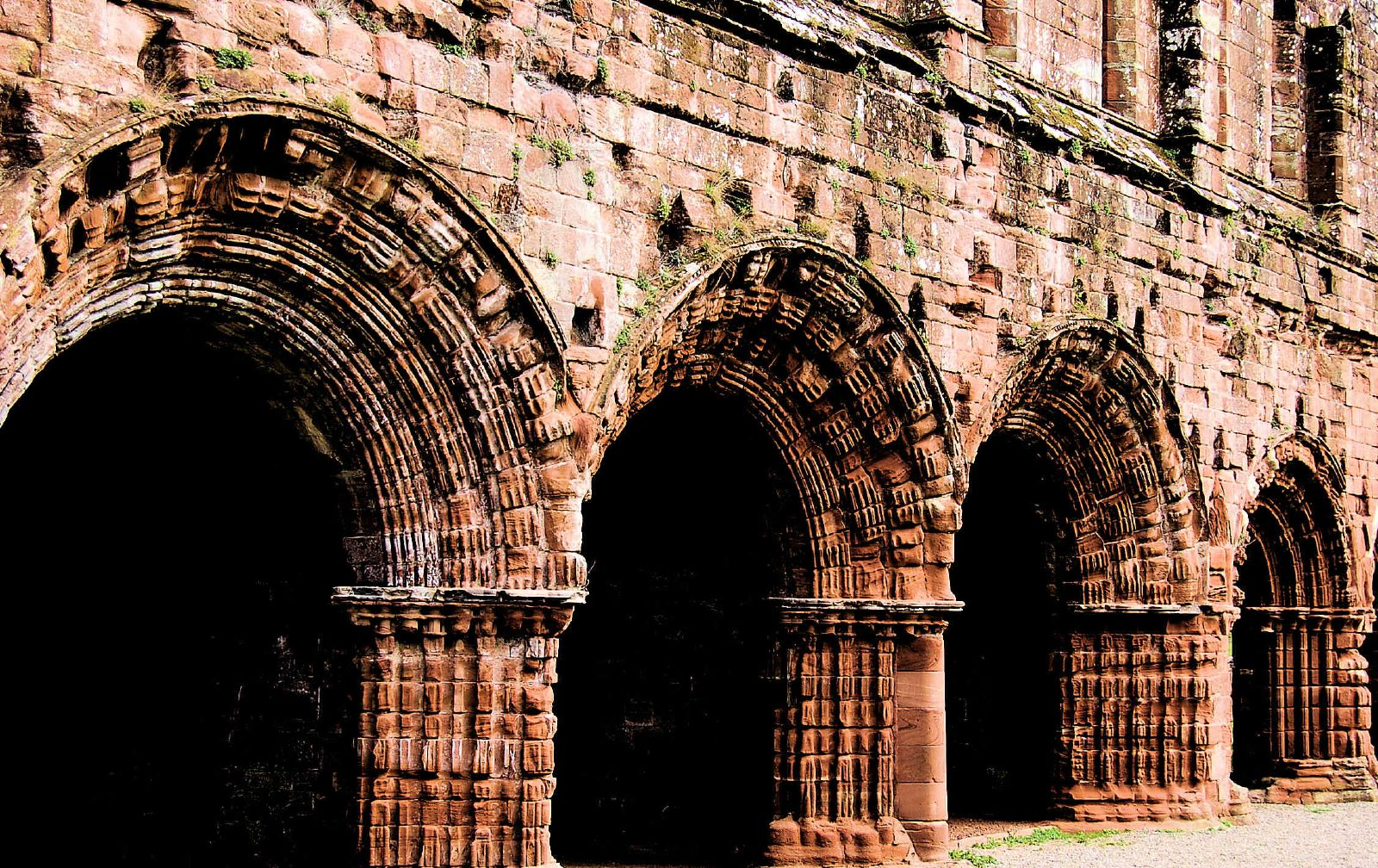
Arcos
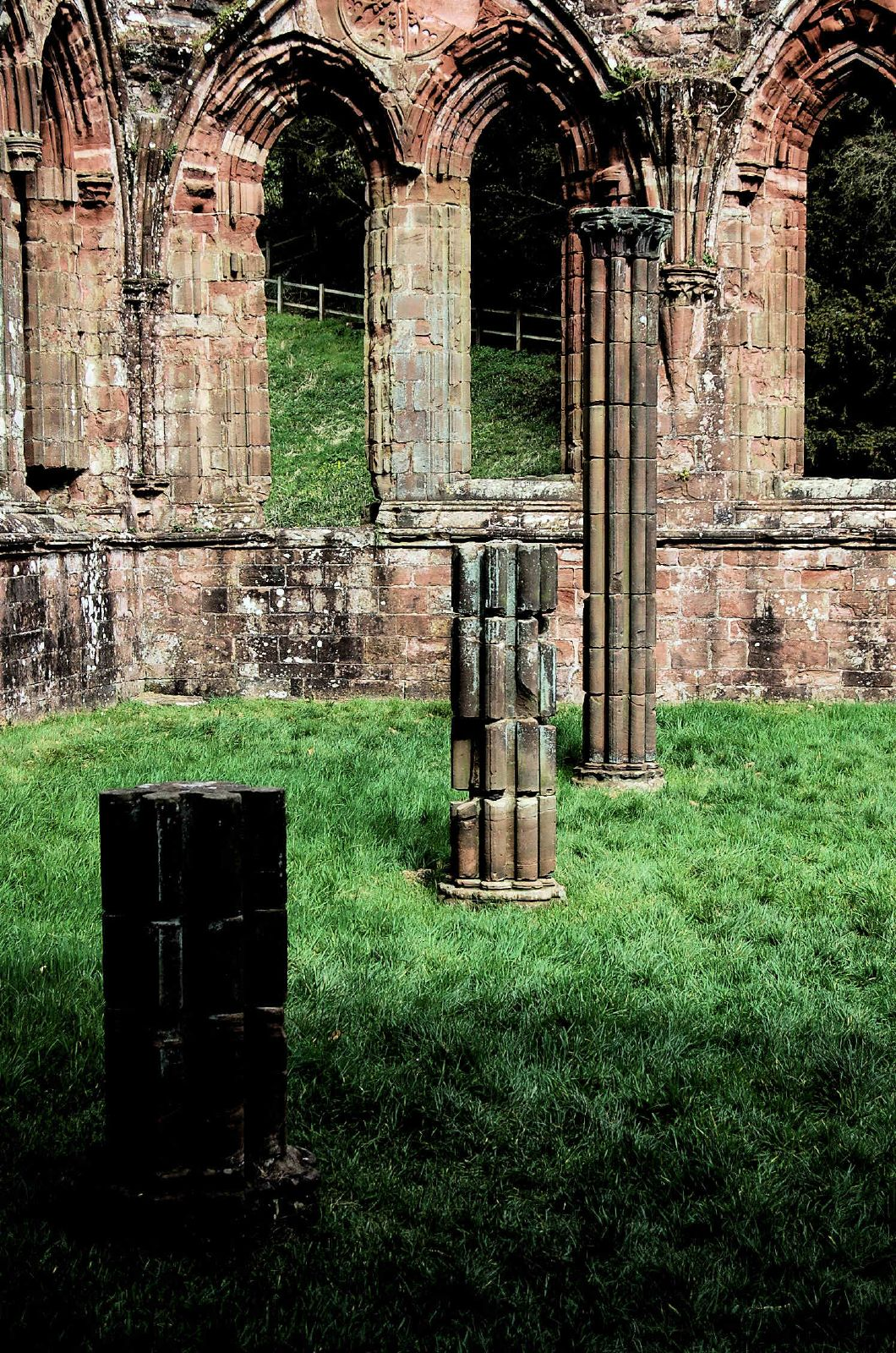
Pilares en ruinas
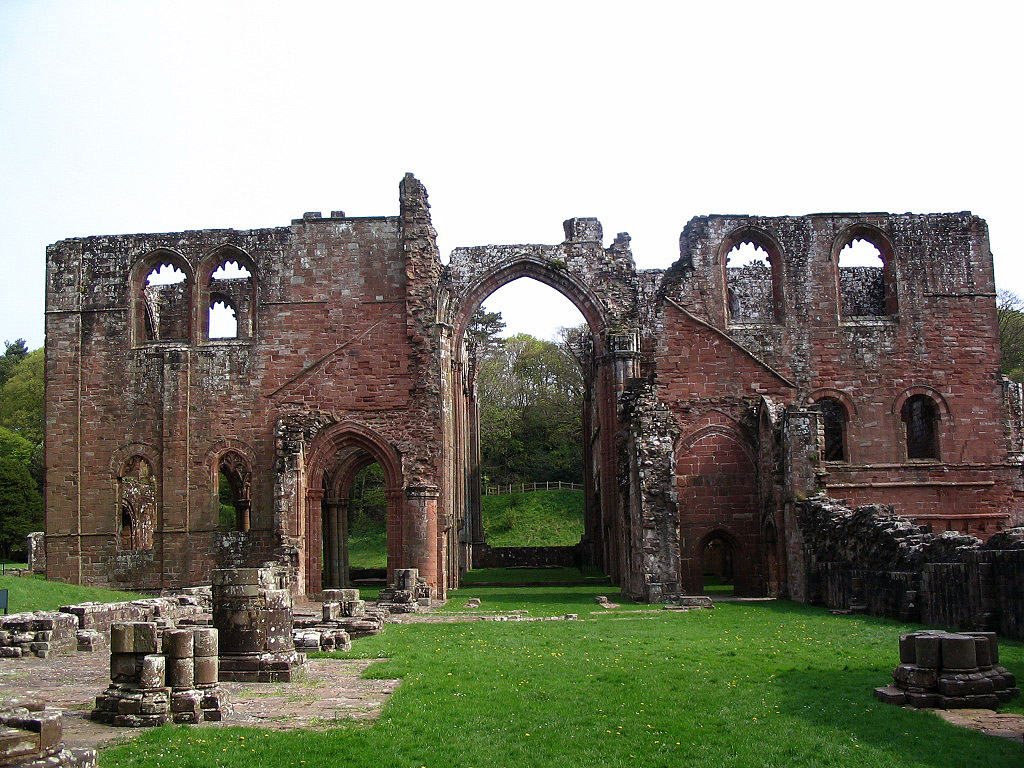
Campanario
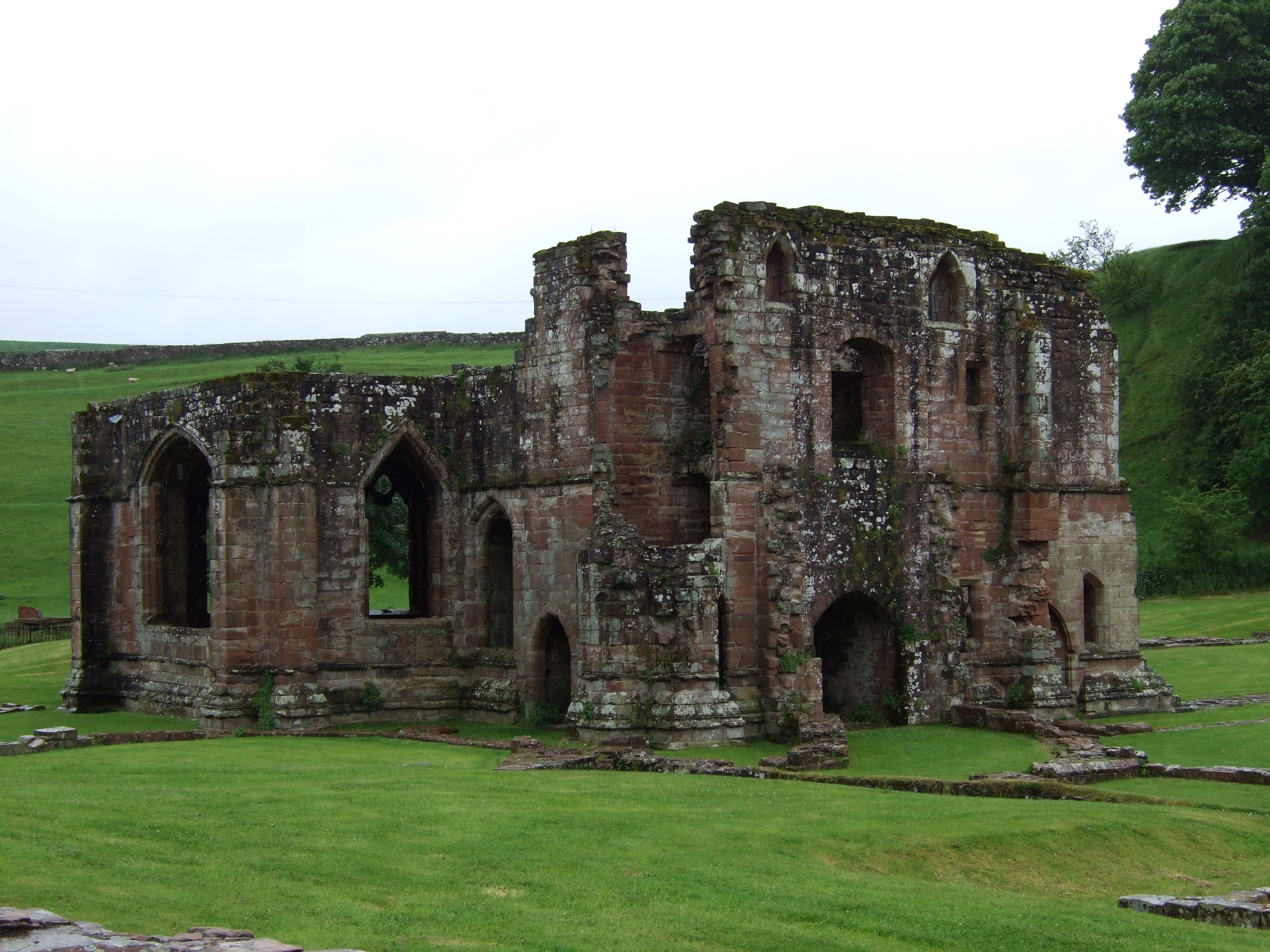
Otra sección de la abadía
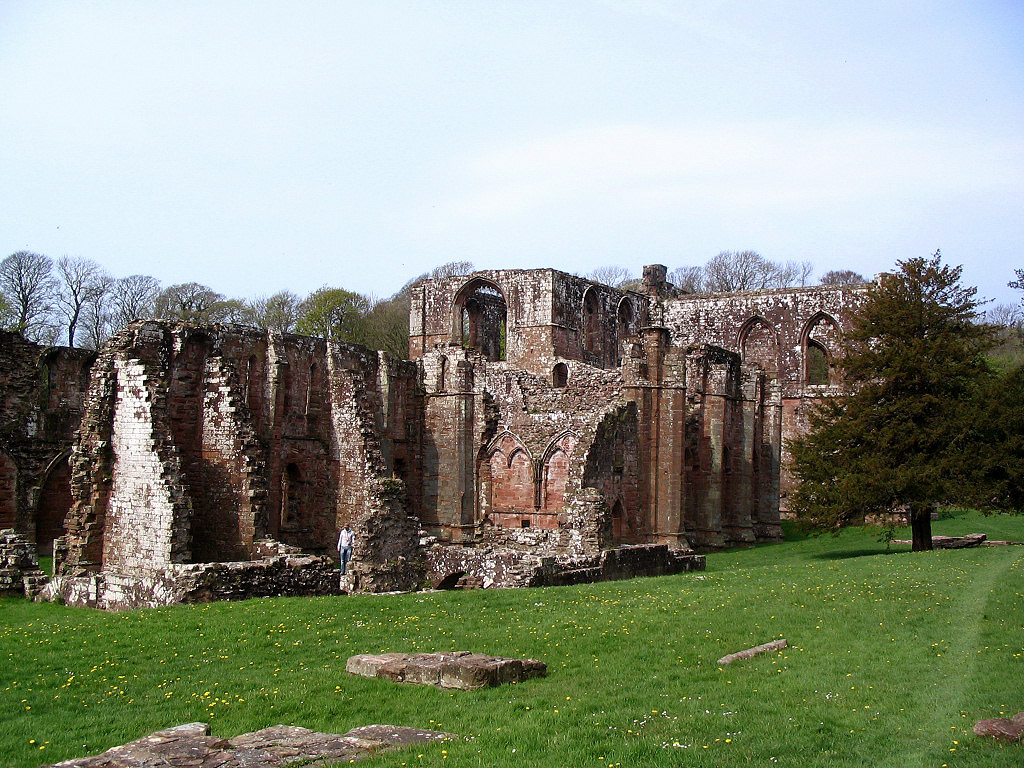
Vista sureste
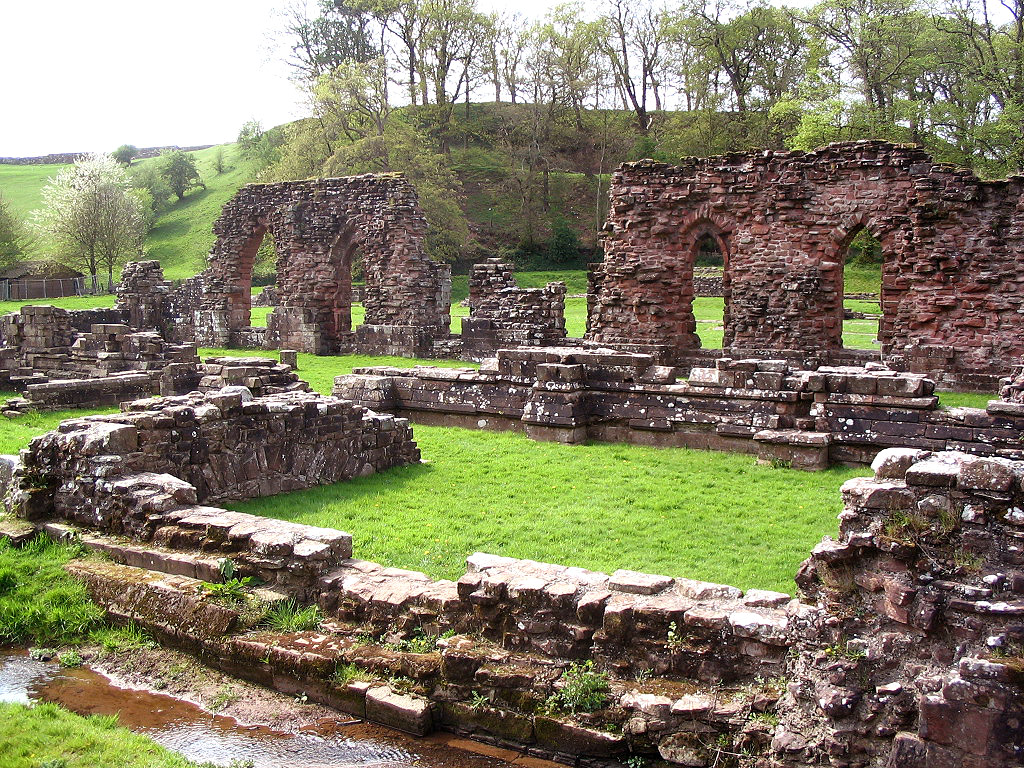
Edificios del exterior

- Datos: Q1475061
- Multimedia: Furness Abbey / Q1475061